# Straßenradsport-Weltmeisterschaften 2009
Die Straßenradsport-Weltmeisterschaften 2009 fanden vom 23. bis 27. September im schweizerischen Mendrisio statt. Die letzte Austragung der Straßen-Radweltmeisterschaft gab es dort 1971.
Es wurden insgesamt sechs Entscheidungen in den Disziplinen Einzelzeitfahren und Straßenrennen sowie in den Klassen Frauen, Männer und Männer U23 ausgefahren.

## Strecken
Der Start des Straßenrennens befand sich in Mendrisio auf einer Höhe von 342 m ü. M. Die Strecke führte mit bis zu 10 % Steigung nach Castel San Pietro, wo auf 438 m ü. M. der höchste Punkt erreicht wurde. Anschließend gelangten die Fahrer über eine längere Abfahrt nach Balerna zum tiefsten Punkt auf 250 m ü. M. Nach dem Passieren des Rangierbahnhofs von Chiasso stieg die Strecke erneut bis zu 10 % an, bis zum Dorf Novazzano (376 m ü. M.). Der Rest der Strecke bis zum Ziel war flach abfallend. Die Länge des Rundkurses betrug 13,8 km, der Höhenunterschied 245 m.
Das Einzelzeitfahren der Männer und der Männer U23 fand auf einem 16,6 km langen Rundkurs mit 120 m Höhenunterschied statt. Der erste Abschnitt von Mendrisio (342 m ü. M.) über Capolago nach Riva San Vitale (273 m ü. M.) war leicht abfallend. Auf dem Weg nach Rancate (359 m ü. M.) musste eine 10 % steile Steigung überwunden werden. Weiter ging es flach über Ligornetto (362 m ü. M.), Stabio (340 m ü. M.) und Genestrerio (340 m ü. M.) zurück nach Mendrisio. Der Zeitfahr-Rundkurs der Frauen war ähnlich, allerdings berührte er die Dörfer Capolago und Riva San Vitale nicht; hier betrug die Länge 13,4 km und der Höhenunterschied 110 m.

## Männer

### Straßenrennen
| Platz | Athlet             | Land | Zeit       |
| ----- | ------------------ | ---- | ---------- |
| 1     | Cadel Evans        | AUS  | 6:56:26 h  |
| 2     | Alexander Kolobnew | RUS  | + 0:27 min |
| 3     | Joaquim Rodríguez  | ESP  | gl. Zeit   |
| 4     | Samuel Sánchez     | ESP  | + 0:30 min |
| 5     | Fabian Cancellara  | SUI  | gl. Zeit   |
| 6     | Philippe Gilbert   | BEL  | + 0:51 min |
| 7     | Matti Breschel     | DEN  | gl. Zeit   |
| 8     | Damiano Cunego     | ITA  | gl. Zeit   |
| 9     | Alejandro Valverde | ESP  | gl. Zeit   |
| 10    | Simon Gerrans      | AUS  | + 1:47 min |

Termin: 27. September

Länge: 262,2 km (19 Runden), 4655 Höhenmeter

### Einzelzeitfahren
| Platz | Athlet              | Land | Zeit         |
| ----- | ------------------- | ---- | ------------ |
| 1     | Fabian Cancellara   | SUI  | 57:55,74 min |
| 2     | Gustav Larsson      | SWE  | + 1:27 min   |
| 3     | Tony Martin         | GER  | + 2:30 min   |
|       | Tom Zirbel *        | USA  | + 2:47 min   |
| 4     | Marco Pinotti       | ITA  | + 3:03 min   |
| 5     | Janez Brajkovič     | SLO  | + 3:09 min   |
| 6     | Koos Moerenhout     | NED  | + 3:12 min   |
| 7     | Alexander Winokurow | KAZ  | + 3:21 min   |
| 8     | Ignatas Konovalovas | LTU  | + 3:34 min   |
| 9     | Bert Grabsch        | GER  | + 3:38 min   |

Termin: 24. September

Länge: 49,8 km (3 Runden), 360 Höhenmeter
* Tom Zirbel wurde wegen einer positiven Dopingprobe vom 29. August 2009 aus der Ergebnisliste gestrichen.

## Frauen

### Straßenrennen
| Platz | Athletin           | Land | Zeit       |
| ----- | ------------------ | ---- | ---------- |
| 1     | Tatiana Guderzo    | ITA  | 3:33:25 h  |
| 2     | Marianne Vos       | NED  | + 0:19 min |
| 3     | Noemi Cantele      | ITA  | gl. Zeit   |
| 4     | Kristin Armstrong  | USA  | gl. Zeit   |
| 5     | Diana Žiliūtė      | LTU  | + 1:07 min |
| 6     | Judith Arndt       | GER  | gl. Zeit   |
| 7     | Erinne Willock     | CAN  | gl. Zeit   |
| 8     | Nicole Brändli     | SUI  | gl. Zeit   |
| 9     | Grace Verbeke      | BEL  | gl. Zeit   |
| 10    | Catherine Cheatley | NZL  | gl. Zeit   |

Termin: 27. September

Länge: 124,2 km (9 Runden), 2205 Höhenmeter

### Einzelzeitfahren
| Platz | Athletin               | Land | Zeit          |
| ----- | ---------------------- | ---- | ------------- |
| 1     | Kristin Armstrong      | USA  | 35:26,09 min  |
| 2     | Noemi Cantele          | ITA  | + 0:55,01 min |
| 3     | Linda Villumsen        | DEN  | + 0:58,25 min |
| 4     | Judith Arndt           | GER  | + 1:24,25 min |
| 5     | Christiane Soeder      | AUT  | + 1:28,27 min |
| 6     | Amber Neben            | USA  | + 1:29,74 min |
| 7     | Tatjana Antoschina     | RUS  | + 1:31,75 min |
| 8     | Tara Whitten           | CAN  | + 1:33,99 min |
| 9     | Karin Thürig           | SUI  | + 1:38,01 min |
| 10    | Jeannie Longo-Ciprelli | FRA  | + 1:48,34 min |

Termin: 23. September

Länge: 26,8 km (2 Runden), 220 Höhenmeter

## Männer U23

### Straßenrennen
| Platz | Athlet                   | Land | Zeit        |
| ----- | ------------------------ | ---- | ----------- |
| 1     | Romain Sicard            | FRA  | 4:41:54 min |
| 2     | Carlos Betancur          | COL  | + 0:27 min  |
| 3     | Jegor Silin              | RUS  | gl. Zeit    |
| 4     | Peter Kennaugh           | GBR  | + 0:49 min  |
| 5     | Jérôme Baugnies          | BEL  | + 0:54 min  |
| 6     | Marko Kump               | SLO  | gl. Zeit    |
| 7     | Jewgeni Nepomnjatschschi | KAZ  | gl. Zeit    |
| 8     | Cayetano Sarmiento       | COL  | gl. Zeit    |
| 9     | Matthias Brändle         | AUT  | + 1:00 min  |
| 10    | Damiano Caruso           | ITA  | + 1:33 min  |

Termin: 26. September

Länge: 179,4 km (13 Runden), 3185 Höhenmeter

### Einzelzeitfahren
| Platz | Athlet                  | Land | Zeit         |
| ----- | ----------------------- | ---- | ------------ |
| 1     | Jack Bobridge           | AUS  | 40:44,79 min |
| 2     | Nélson Oliveira         | POR  | + 0:18 min   |
| 3     | Patrick Gretsch         | GER  | + 0:27 min   |
| 4     | Marcel Kittel           | GER  | + 0:34 min   |
| 5     | Adriano Malori          | ITA  | + 0:36 min   |
| 6     | Alfredo Balloni         | ITA  | + 0:39 min   |
| 7     | Alex Dowsett            | GBR  | + 0:43 min   |
| 8     | Blaž Jarc               | SLO  | + 0:59 min   |
| 9     | Rasmus Christian Quaade | DEN  | + 1:06 min   |
| 10    | David Veilleux          | CAN  | + 1:11 min   |

Termin: 23. September

Länge: 33,2 km (2 Runden), 240 Höhenmeter

## Medaillenspiegel
| Platz | Land               | Gold | Silber | Bronze | Gesamt |
| ----- | ------------------ | ---- | ------ | ------ | ------ |
| 1     | Australien         | 2    | –      | –      | 2      |
| 2     | Italien            | 1    | 1      | 1      | 3      |
| 3     | Vereinigte Staaten | 1    | –      | –      | 1      |
| 3     | Schweiz            | 1    | –      | –      | 1      |
| 3     | Frankreich         | 1    | –      | –      | 1      |
| 6     | Portugal           | –    | 1      | –      | 1      |
| 6     | Schweden           | –    | 1      | –      | 1      |
| 6     | Kolumbien          | –    | 1      | –      | 1      |
| 6     | Niederlande        | –    | 1      | –      | 1      |
| 10    | Russland           | –    | 1      | 1      | 2      |
| 11    | Deutschland        | –    | –      | 2      | 2      |
| 12    | Dänemark           | –    | –      | 1      | 1      |
| 12    | Spanien            | –    | –      | 1      | 1      |